# 肥塚村
肥塚村（こいづかむら）は埼玉県の北部、大里郡に属していた村。

## 歴史
- 1889年4月1日 - 町村制施行に伴い、大里郡肥塚村が成立する。
- 1923年10月1日 - 熊谷町に編入して消滅。